# Sabine Huynh

Sabine Huynh

Sabine Huynh (en hebreo: סבין הוין‎; Saigón, 1972) es una escritora, traductora y crítica literaria francoisraelí nacida en Vietnam.

## Biografía
Nació en Saigón y creció en Lyon, Inglaterra, Estados Unidos, Canadá e Israel. En Canadá, colaboró como investigadora postdoctoral en el laboratorio de sociolingüística de la Universidad de Ottawa.
Empezó a publicar en The Dudley Review de la Universidad de Harvard en 2000. Son interesantes sus estudios sobre lingüística en sociedades plurilingües. Vive actualmente en Tel Aviv.

### Libros
- Elvis à la radio (2022)
- Loin du rivage (2022)
- Parler peau (2019)
- Dans le tournant/Into the Turning (2019)
- Avec vous ce jour-là / Lettre au poète Allen Ginsberg (2016)
- Kvar lo (2016)
- Tu amarres les vagues (2016)
- La sirène à la poubelle (2015)
- En taxi dans Jérusalem (2014)
- Ville infirme, corps infini (2014)
- Tel Aviv / ville infirme / corps infini (2014)
- Les colibris à reculons (2013)
- La mer et l'enfant (2013)